# Niels Bennike
Niels Bennike, né le 6 août 1925 à Copenhague au Danemark, est un footballeur international danois évoluant au poste de milieu de terrain.

## Biographie
Niels Bennike joue au Danemark et en Italie. Il dispute 120 matchs dans les championnats italiens, inscrivant 28 buts.
Il reçoit sept sélections en équipe du Danemark entre 1945 et 1950, sans inscrire de but. Toutefois, seulement six sélections sont reconnues par la FIFA.
Il joue son premier match en équipe nationale le 30 septembre 1945, en amical contre la Suède (défaite 4-1 à Solna). Il reçoit sa dernière sélection le 27 août 1950, contre la Finlande, lors du championnat nordique (victoire 1-2 à Helsinki).

## Palmarès
- Champion du Danemark en 1948, 1949 et 1950 avec le Kjøbenhavns Boldklub